# فرانسيسكو كوستا
فرانسيسكو كوستا (بالإيطالية: Francesco Costa)‏ هو متزلج جماعي إيطالي، ولد في 28 مايو 1985 في بورتوفيرايو في إيطاليا.

## وصلات خارجية
- فرانسيسكو كوستا على موقع IBSF (الإنجليزية)
- فرانسيسكو كوستا على موقع اللجنة الأولمبية الدولية (الإنجليزية)
- فرانسيسكو كوستا على موقع أوليمبيديا (الإنجليزية)